# Medalja za sodelovanje in prijateljstvo
Medalja za sodelovanje in prijateljstvo je priznanje Slovenske vojske, ki je namenjena tujcem, ki sodelujejo s SV. To  odlikovanje podeljuje načelnik Generalštaba Slovenske vojske, ki ga je ustanovil 6. oktobra 1999. Odlikovanje je opredeljeno v Pravilniku o priznanjih Ministrstva za obrambo.
Priznanje lahko prejmejo posamezniki ali enote tujih vojska, držav ali mednarodnih organizacij za njihov prispevek h krepitvi sodelovanja, razvijanja delovnih odnosov na osnovah medsebojnega spoštovanja in prijateljstva s Slovensko vojsko v miru ali vojni, pri skupnih vajah na raznih ravneh ali vseh drugih oblikah sodelovanja.

## Stopnje

### Posebno priznanje medalje za sodelovanje in prijateljstvo
Posebno priznanje je namenjeno osebam z generalskim činom.
- seznam nosilcev posebnega priznanja medalje za sodelovanje in prijateljstvo

### Zlata medalja za sodelovanje in prijateljstvo
Zlata medalja je namenjena višjim častnikom.
- seznam nosilcev zlate medalje za sodelovanje in prijateljstvo

### Srebrna medalja za sodelovanje in prijateljstvo
Srebrna medalja je namenjena nižjim častnikom
- seznam nosilcev srebrne medalje za sodelovanje in prijateljstvo

### Bronasta medalja za sodelovanje in prijateljstvo
Bronasta medalja je namenjena podčastnikom, vojakom tujih vojska in pripadnikom mednarodnih organizacij.
- seznam nosilcev bronaste medalje za sodelovanje in prijateljstvo

## Opis
Medalja je okrogla, na sprednji strani ima upodobljene razvite zastave v zaporedju, v ospredju je zastav Organizacije združenih narodov. Na zadnji strani je zgoraj polkrožno SODELOVANJE - PRIJATELJSTVO, v sredini je prostor za vgraviranje čina, prve črke imena, celotnega priimka in letnice podelitve. Medalja za posebno priznanje ima okoli osrednjega polja z zastavami zeleno emajliran venec lipovih listov, na vrhu je sklenjen z znakom Slovenske vojske.
Trak medalje je modre barve, na levi strani ima belo in na desni strani rdečo progo.

## Nadomestne oznake
Na nadomestnem traku je pomanjšan znak medalje ustrezne barve. Za generale in častnike se praviloma podeli še miniatura priznanja.